# Grammitidoideae
Grammitidoideae, potporodica papratnjača, dio porodice Polypodiaceae. Sastoji se od 42 roda.
Ova vrste rasprostranjene su na višim nadmorskim visinama u Starom i Novom svijetu. Prethodno je tretirana kao zasebna porodica, Grammitidaceae. Grammitidoideae su epifiti ili rastu na stijenama, rijetko kopnene; rizom obično dugo puzajući, kod nekoliko rodova kratko puzajući, prekriven ljuskama; sorusi bez induzija, okrugli ili izduženi ili prekrivaju cijeli plodni list ili njegove dijelove.
Potporodica je opisana u Acta Phytotaxonomica et Geobotanica 54(6): 594. 2016.

## Rodovi
1. Terpsichore A. R. Sm. (16 spp.)
2. Adenophorus Gaudich (11 spp.)
3. Parrisia Shalisko & Sundue (2 spp.)
4. Lomaphlebia J. Sm. (2 spp.)
5. Cochlidium Kaulf. (17 spp.)
6. Grammitis Sw. (26 spp.)
7. Leucotrichum Labiak (6 spp.)
8. Alansmia M. Kessler, Moguel, Sundue & Labiak (24 spp.)
9. Ceradenia L. E. Bishop (77 spp.)
10. Enterosora Baker (28 spp.)
11. Ascogrammitis Sundue (18 spp.)
12. Mycopteris Sundue (18 spp.)
13. Galactodenia Sundue & Labiak (5 spp.)
14. Melpomene A. R. Sm. & R. C. Moran (30 spp.)
15. Lellingeria A. R. Sm. & R. C. Moran (52 spp.)
16. Luisma M. T. Murillo & A. R. Sm. (1 sp.)
17. Stenogrammitis Labiak (25 spp.)
18. Moranopteris R. Y. Hirai & J. Prado (32 spp.)
19. Nanogrammitis Parris, Li Bing Zhang, X. M. Zhou & Liang Zhang (7 spp.)
20. Rouhania Li Bing Zhang, X. M. Zhou, Jian Jun Yang & Liang Zhang (7 spp.)
21. Chrysogrammitis Parris (2 spp.)
22. Dasygrammitis Parris (8 spp.)
23. Devolia Li Bing Zhang, X. M. Zhou, Jian Jun Yang & Ralf Knapp (1 sp.)
24. Boonkerdia Li Bing Zhang, Pollawatn, X. M. Zhou & Liang Zhang (3 spp.)
25. Tomophyllum (E. Fourn.) Parris (37 spp.)
26. Scleroglossum Alderw. (10 spp.)
27. Micropolypodium Hayata (3 spp.)
28. Xiphopterella Parris (14 spp.)
29. Calymmodon C. Presl (60 spp.)
30. Ctenopterella Parris (10 spp.)
31. Grammitastrum (E. Fourn.) Parris, Sundue, Li Bing Zhang & X. M. Zhou (1 sp.)
32. Thalassogrammitis Parris, Sundue, Li Bing Zhang & X. M. Zhou (1 sp.)
33. Howeogrammitis Parris, Sundue, Li Bing Zhang & X. M. Zhou (1 sp.)
34. Grammitis p. p. (2 spp.)
35. Notogrammitis Parris (12 spp.)
36. Aenigmatogrammitis Parris (2 spp.)
37. Oxygrammitis Parris & Sundue (2 spp.)
38. Acrosorus Copel. (9 spp.)
39. Glabrigrammitis Li Bing Zhang, X. M. Zhou, Jian Jun Yang & Parris (2 spp.)
40. Calligrammitis Parris, Sundue, Li Bing Zhang, X. M. Zhou & Ralf Knapp (2 spp.)
41. Archigrammitis Parris (7 spp.)
42. Prosaptia C. Presl (72 spp.)
43. Oreogrammitis Copel. (191 spp.)